# Corquoy
Corquoy is een gemeente in het Franse departement Cher (regio Centre-Val de Loire) en telt 235 inwoners (2005). De plaats maakt deel uit van het arrondissement Saint-Amand-Montrond. Op 1 januari 2019 werd Corquoy uitgebreid met de per die datum opgeheven gemeente Sainte-Lunaise. 

## Geografie
De oppervlakte van Corquoy bedraagt 23,6 km², de bevolkingsdichtheid is 10,0 inwoners per km².
De onderstaande kaart toont de ligging van Corquoy met de belangrijkste infrastructuur en aangrenzende gemeenten.

## Demografie
Onderstaande figuur toont het verloop van het inwonertal (bron: INSEE-tellingen).